# Heteroscada majuscula
Heteroscada majuscula är en fjärilsart som beskrevs av Richard Haensch 1905. Heteroscada majuscula ingår i släktet Heteroscada och familjen praktfjärilar. Inga underarter finns listade i Catalogue of Life.